# Tissu biologique
Pour les articles homonymes, voir tissu.

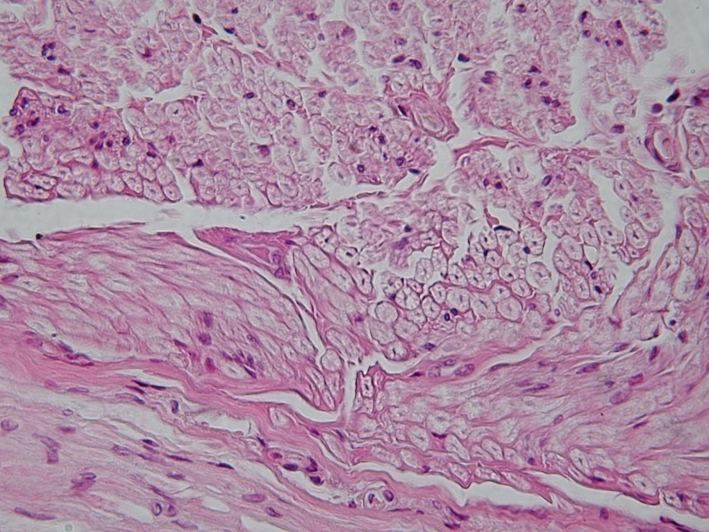
Coupe d'un nerf périphérique.

Un tissu, en biologie, est un ensemble de cellules semblables et de même origine, regroupées en amas, réseau ou faisceau (fibre). Il constitue le niveau d'organisation intermédiaire entre la cellule et l'organe. Un tissu forme un ensemble fonctionnel, c'est-à-dire que ses cellules concourent à une même fonction. Les tissus biologiques se régénèrent régulièrement et sont assemblés entre eux pour former des organes.
La science qui étudie les tissus est l'histologie.

## Tissus chez les animaux
Il existe plus d'une centaine de tissus chez les animaux. Tous sont regroupés en quatre grandes catégories selon leur morphologie :
- le tissu épithélial est un ensemble de cellules serrées les unes aux autres formant un ensemble avasculaire mais innervé, séparé d'un tissu conjonctif sous-jacent par une structure de soutien, la lame basale. Ce type de tissu est de revêtement lorsqu'il se retrouve sur les surfaces qui jouxtent le milieu externe ou les cavités de l'organisme. Il est glandulaire lorsqu'il est regroupé en structure spécialisée dans la production de sécrétion ou d'hormone. Le tissu épithélial dérive essentiellement de l'endoderme et de l'ectoderme, et dans une faible part du mésoderme ;
- le tissu conjonctif, dont les cellules sont disjointes, séparées par des matériaux extracellulaires, est une large gamme de tissus. On trouve dans cet ensemble le sang, le squelette des vertébrés, les couches profondes de la peau, etc. Il a en général un rôle de soutien. Le tissu conjonctif dérive du mésoderme ;
- le tissu musculaire est formé de cellules contractiles et permet le mouvement. Il dérive du mésoderme ;
- le tissu nerveux est formé de cellules polarisées agencées en réseau et permet le contrôle du fonctionnement de l'organisme. Il dérive de l'ectoderme.

Sur le plan embryonnaire, les tissus conjonctifs proviennent du mésoderme. Ils sont donc présents uniquement chez les animaux triploblastiques. Chez les animaux diploblastiques (éponges, méduses, coraux), les deux tissus de base (ectoderme et endoderme) sont séparés par la mésoglée, une gelée acellulaire, et les fonctions des tissus conjonctifs sont partiellement prises en charge par l'ectoderme. Chez ces animaux, les tissus se modifient peu au cours de l'embryogénèse. En revanche pour les autres, les trois tissus de base vont se modifier et s'interpénétrer pour donner les organes[réf. nécessaire].

## Tissus chez les végétaux
Il existe quelques dizaines de tissus chez les végétaux. Ils sont regroupés en plusieurs types [réf. nécessaire]:
- les méristèmes ;
- les parenchymes (assimilateurs ou photosynthétique, de réserve, etc.) ;
- les tissus conducteurs (xylème et phloème chez les embryophytes, leptoïdes et hydroïdes chez les mousses, hyphes en trompette chez les algues brunes) ;
- les tissus de soutien (collenchyme, sclérenchyme, etc.) ;
- les tissus de revêtement ou de protection (cuticule, liège, péricarpe, tégument, etc.) ;
- les tissus de sécrétion ;
- les tissus nourriciers (albumen dans les graines albuminées, etc.).